# Peter Lim
Peter Lim Eng Hock, né le 21 mai 1953, est un entrepreneur et un investisseur singapourien,.

## Biographie
En 2010, le magazine Forbes l'a classé comme la huitième personne la plus riche de Singapour, alors qu'il est le 655e dans le monde.
En septembre 2014, il achète un 50 % des participations du Salford City.
Le 24 octobre 2014, il achète le Valence CF,,,. Sa gestion du club est durement critiquée par les supporters, qui ont mené plusieurs manifestations pour demander son départ.
En 2016, Forbes le classe comme la 11e personne la plus riche de Singapour avec une fortune évaluée à 2.4 milliards de dollars.
En 2021, Forbres le classe comme la 15e personne la plus riche de Singapour avec une fortune évaluée à 2.6 milliards de dollars.